# Carlos Espinosa de los Monteros y Bermejillo
Carlos Espinosa de los Monteros y Bermejillo (Madrid, España 17 de diciembre de 1879 - Saint-Nectaire, Francia 22 de agosto de 1924) fue un militar y diplomático español.

## Biografía
Fue hijo primogénito del militar y primer marqués de Valtierra, Carlos Espinosa de los Monteros y Sagaseta de Ilurdoz y de Dolores Bermejillo y García Menocal. Fue abuelo de Carlos Espinosa de los Monteros y Bernaldo de Quirós.
Con 15 años ingresó en la Academia de Infantería saliendo con 16 años, junto con su hermano Eugenio, un año menor, hacia Cuba donde participaron en diversos combates, en los que obtuvieron reconocimientos a su valor.
Ascendió a capitán de Estado Mayor con 23 años y con 31 a comandante en plena campaña de Marruecos, por méritos de guerra. En las campañas africanas siendo capitán tuvo a sus órdenes al segundo teniente Francisco Franco Bahamonde.
De regreso a Europa desempeñó misiones en la guerra de los Balcanes tanto en Serbia como en Hungría, antes de ser ascendido a coronel en 1917 con 38 años.
En 1923 fue designado agregado militar en Roma antes de ser nombrado en 1924 ministro de Justicia, Instrucción Pública y Culto del Gobierno del Sarre (estado federado de Alemania, entonces administrado por la Sociedad de Naciones).
Le Sarre (en francés) o Saarland (en alemán) es un pequeño territorio fronterizo que por sucesivos conflictos (Guerra Franco-Prusiana, I Guerra Mundial) había cambiado varias veces de pertenencia a Francia o Alemania. Al acabar la I Guerra Mundial por el tratado de Versailles (1919) se acordó que quedase como protectorado de la Sociedad de Naciones y se nombró un Gobierno de cinco ministros que reportaban directamente al secretario General de la Sociedad de Naciones.
En ese primer Gobierno, España no obtuvo ninguna representación pero cuando hubo que sustituir al conde Moltke, responsable de Justicia, Instrucción Pública y Culto, danés de nacimiento y muy impopular entre la población germánica se pensó en Espinosa que ya había participado en varias Conferencias Internacionales dejando constancia de su valía y conocimiento del francés y el alemán.
Carlos permaneció pocos meses en el puesto pues falleció en el viaje de sus primeras vacaciones de verano. A pesar de su corta estancia su muerte fue muy sentida tanto por los franco como por los germanoparlantes.
Obtuvo a lo largo de su carrera militar y diplomática las principales condecoraciones europeas y españolas.
Casó con María Jacinta Herreros de Tejada y Santa Cruz (Logroño, 5 de septiembre de 1880-Madrid, 27 de mayo de 1972). Tuvieron seis hijos: Carlos, Dolores, Javier, Enrique, Fernando y Jaime Espinosa de los Monteros y Herreros de Tejada.
Fue, como sus hermanos, nombrado caballero de la Orden de Calatrava en 1914 y no fue nunca marqués de Valtierra por no haber sobrevivido a su padre de quien pasó el título directamente a su nieto Carlos.
Falleció de un infarto mientras dormía en el hotel Mont Cornadore de la localidad francesa de Saint Nectaire estación termal, donde había parado para tomar las aguas, cerca de Clermont Ferrand en pleno centro de Francia, ya que padecía una cierta afección renal.
Sus restos fueron llevados a San Sebastián, donde fue enterrado. 
Su viuda con seis hijos, recibió muchos mensajes de pésame, entre ellos de los reyes de España Alfonso XIII y Victoria Eugenia y de la Sociedad de Naciones y todos sus compañeros de Gobierno.
La prensa del Sarre, tanto francesa como alemana, destacaron sus cualidades personales y el trabajo realizado en los pocos meses que estuvo en el cargo, especialmente en el ámbito educativo. Pocos años después y tras un referéndum el 90% de la población votó la incorporación del Sarre a Alemania.

## Condecoraciones

### Condecoraciones de España
- Gran Cruz del Mérito Militar
- Medalla de Melilla
- Cruz de María Cristina
- Cruz del Mérito Militar
- Caballero de la Orden de San Hermenegildo

### Condecoraciones europeas
- Caballero de la Orden del Imperio Británico, concedida en 1921 por Jorge V
- Caballero de la Legión de Honor
- Oficial de la Orden de los Santos Mauricio y Lázaro de Italia, concedida por Víctor Manuel III en 1921
- Cruz de Guillermo de Prusia